# Яндекс.Карти
Яндекс.Карти (на руски: Яндекс.Карты) е картографска услуга на Яндекс, открита през 2004 г. Услугата предоставя подробни карти на света. Има търсене по карта, информация за трафика, маршрут и панорами на улиците в големите градове и други. За Русия, Украйна, Беларус и Казахстан се използват само собствени карти на компанията, които се обновяват всеки месец. Информацията за други страни се представя и от компанията „Navteq“.

## Доставчици на картографски данни
Доставчици на картографски данни за Яндекс.Карти са:
- NAVTEQ International LLC
- Bundesamt für Eich– und Vermessungswesen
- EuroGeographics
- Geomatics Ltd.
- Top-Map Ltd.
- Norwegian Mapping Authority
- IgeoE
- Información geográfica propiedad del CNIG
- Bundesamt für Landestopographie
- Instituto Nacional de Estadística y Geografía
- PSMA Australia Limited
- Telstra Corporation Limited
- GM Holden Limited, Intelematics Australia Pty Ltd
- Sentinel Content Pty Limited
- Continental Pty Ltd
- Royal Jordanian Geographic Centre

## Мащаб
Максимален мащаб на Яндекс.Карти е 1:1600 (Санкт Петербург, Екатеринбург, Твер). Москва и повечето по-големи градове на Русия, както и градовете Киев и Минск са представени в мащаб до 1:2000. В мащаб 1:16000 е представена цялата територия на Украйна, в 1:30000 – цялата територия на Беларус. Максимален мащаб, при който е на разположение всяка точка от територията на Русия е 1:660000 (райони на Далечния север).
Цялата територия на Казахстан е достъпна в мащаб 1:6600, останалите страни в Централна Азия, както и в Кавказ – от 1:2300000.
Пълно покритие с мащаб 1:30000 имат – Естония, Латвия, Литва, Австрия, Унгария, Полша, Чехия, Германия, Франция, Белгия, Нидерландия, Люксембург, Великобритания и Ирландия. С мащаб 1:66000 са Испания, Португалия, Италия, страните от Балканския полуостров, Турция и Кипър. Египет е представен с мащаб 1:100 000.
Целият свят е достъпен в мащаб от 1:3000000.

## Спорни територии
В Яндекс.Карти някои територии с неясен правен статут са отбелязани по следния начин:
- Абхазия – независима държава;
- Косово – в рамките на Сърбия;
- Република Крим – за потребителите от Украйна полуостровът е обозначен като част от Украйна, а за потребителите от Русия – за част от Русия;
- Нагорно-карабахска република – в рамките на Азербайджан, столицата е отбелязана като Ханкенди;
- Сахарска арабска демократична република (бивша колония Западна Сахара) – независима държава;
- Севернокипърска турска република (т.н. Северен Кипър) – в рамките на Кипър;
- Приднестровие – в рамките на Молдова, имената на градовете са предимно в молдовски език;
- Тайван – в рамките на Китай;
- Южна Осетия – независима държава;